# Municipio de Old Bridge
El municipio de Old Bridge (en inglés: Old Bridge Township) es un municipio ubicado en el condado de Middlesex en el estado estadounidense de Nueva Jersey. En el año 2010 tenía una población de 65,375 habitantes y una densidad poblacional de 620.8 personas por km².

## Geografía
El municipio de Old Bridge se encuentra ubicado en las coordenadas 40°24′48″N 74°18′25″O / 40.41333, -74.30694.

## Demografía
Según la Oficina del Censo en 2000 los ingresos medios por hogar en el municipio eran de $64,707 y los ingresos medios por familia eran $74,045. Los hombres tenían unos ingresos medios de $51,978 frente a los $35,462 para las mujeres. La renta per cápita para la localidad era de $26,814. Alrededor del 4.2% de la población estaba por debajo del umbral de pobreza.